# Kyšice u Plzně
Kyšice (deutsch Kyschitz, auch Kieschitz) eine Gemeinde mit 819 (3. Juli 2006) Einwohnern in der Region Plzeňský kraj.

## Lage
Kyšice befindet sich 8 Kilometer östlich von Pilsen. Die Autobahn D 5 verläuft 2 Kilometer entfernt von der Gemeinde.
Das Dorf, ursprünglich landwirtschaftlich geprägt, verwandelte sich in eine kleine Industriegemeinde, in der Metallerze gewonnen wurden und noch heute Ton für die keramische Industrie abgebaut wird. In der Nähe befindet sich auch ein künstlicher See, der nach dem Abschluss des Erzbergbaus entstand, als die abgetragene Landschaft des Obertagebaus unter Wasser gesetzt wurde.

## Geschichte
Erstmals schriftlich erwähnt wurde der Ort 1336 als Hof und Burg der Herren von Pistau, der Herren von Smědčice, später auch Lehnsherren von Kych, die als Verwalter des königlichen Hofes eingesetzt waren.
Im 16. Jahrhundert begann man mit dem Abbau von Erzen. Nach dem Dreißigjährigen Krieg wurde die Förderung unterbrochen und erst 1662 wieder aufgenommen. Die Bergwerke wurden dann nach dem Ersten Weltkrieg endgültig geschlossen.

## Ortsgliederung
Zur Gemeinde Kyšice gehört die Ortslage Nouzov.

## Persönlichkeiten
Aus Kyšice stammt das Geschlecht der Stermberer, deren bekanntesten Persönlichkeiten die Maler Josef und Otakar Štember waren.